# Mike McNaught
Mike McNaught (* 1938) ist ein britischer Musiker (Orgel, Keyboards, E-Piano) und Arrangeur, der sowohl im Jazz als in der Pop- und Unterhaltungsmusik tätig war.
McNaught spielte in der zweiten Hälfte der 1960er-Jahre mit den London Jazz Four, zu denen Brian Moore (Bass) und zunächst Len Clarke (Schlagzeug) und Ron Forbes (Vibraphon) gehörten, später Mike Travis und Jim Philip. 1967 entstand ein Album mit Lennon/McCartney-Songs, Take a New Look at the Beatles (Polydor); später das Album An Elizabethan Songbook (Columbia 1969). 1970 arbeitete er mit Daryl Runswick (Atlantic Bridge) und Henry Lowther (Child Song). Als Musiker, Komponist und Arrangeur arbeitete er im Laufe seiner Karriere u. a. mit Ray Dorset, Gerry & the Pacemakers, Harry Nilsson, Randy Crawford, Mungo Jerry, Bonnie Tyler, Patti Boulaye und der Komikergruppe Monty Python. Unter eigenem Namen legte er mit Produktionen wie Bugs Bunny Comes to London und Spin A Magic Tune in den 1970er-Jahren Musik für Kinder vor.